# クガイソウ属
クガイソウ属（くがいそうぞく、Veronicastrum）はオオバコ科の属の一つ。以前はゴマノハグサ科とされていた。

## 特徴
多年草で、林内や草地に生える。葉は単葉で茎に対生、輪生または互生し、縁には鋸歯がある。花は葉腋または茎の先端に穂状になる総状花序か穂状花序をつける。花冠は筒型で、花冠の先が浅く4裂する。雄蕊は2本あり花冠の2倍の長さがあるか、同じ長さになる。
世界に約20種あり、おもに日本、中国に分布する。

## 日本の種
- トラノオスズカケ Veronicastrum axillare (Siebold et Zucc.) T.Yamaz. -四国南部、九州に分布し、暖地の林中に生育する。
- キノクニスズカケ Veronicastrum tagawae (Ohwi) T.Yamaz. -紀伊半島南部のみに分布し、川近くの林中にまれに生育する。国のレッドリストで絶滅危惧IB類(EN)。
- スズカケソウ Veronicastrum villosulum (Miq.) T.Yamaz. -岐阜県のみに分布し、竹林中にまれに生育する[1]。環境省レッドデータブックでは、徳島県で生育が確認され、岐阜県の薬草園で栽培が確認され、鳥取県で現存が確認されていない[2]。絶滅危惧IA類(CR)。
- リュウキュウスズカケ Veronicastrum liukiuense (Ohwi) T.Yamaz. -琉球に分布し、山地の岩場にまれに生育する。絶滅危惧IA類(CR)。
- クガイソウ Veronicastrum japonicum (Nakai) T.Yamaz. -本州に広く分布し、山地の日当たりのよい草地に生育する。
  - イブキクガイソウ Veronicastrum japonicum (Nakai) T.Yamaz. var. humile (Nakai) T.Yamaz. -滋賀県伊吹山に分布する小型のもの。
  - ナンゴククガイソウ Veronicastrum japonicum (Nakai) T.Yamaz. var. australe (T.Yamaz.) T.Yamaz -紀伊半島、四国、九州南部に分布する。花序軸は無毛。
- シベリアクガイソウ Veronicastrum sibiricum (L.) Pennell -エゾクガイソウ、ツクシクガイソウの基本種で、朝鮮、中国東北部、ウスリー、シベリア東部に分布する。
  - エゾクガイソウ Veronicastrum sibiricum (L.) Pennell subsp. yezoense (H.Hara) T.Yamaz. （シノニム Veronicastrum sachalinense T.Yamaz.） -北海道、樺太に分布し、林縁、草地に生育する。
  - ツクシクガイソウ Veronicastrum sibiricum (L.) Pennell var. zuccarinii (Koidz.) H.Hara -九州北部、朝鮮に分布する。茎や葉に毛が密生する。絶滅危惧IB類(EN)。